# Пятково (Ногинский район)
Пятково — деревня в Ногинском районе Московской области России, входит в состав сельского поселения Ямкинское.

## Население
| 1852 | 1926 | 2002 | 2006 | 2010 |
| ---- | ---- | ---- | ---- | ---- |
| 157  | ↗264 | ↘36  | ↗45  | ↗65  |

## География
Деревня Пятково расположена на северо-востоке Московской области, в западной части Ногинского района, у границы с Щёлковским районом, примерно в 42 км к востоку от центра города Москвы и 13 км к западу от центра города Ногинска, по левому берегу реки Вори, при впадении в неё реки Жмучки (бассейн Клязьмы).
В 9 км к югу от деревни проходит Горьковское шоссе М7, в 3 км к северо-западу — Щёлковское шоссе А103, в 4,5 км к юго-западу — Монинское шоссе Р109, в 10 км к востоку — Московское малое кольцо А107. Ближайшие населённые пункты — деревни Авдотьино, Мишуково и Пашуково.
В деревне три улицы — Береговая, Берёзовая и Тенистая.

## История
В середине XIX века деревня относилась ко 2-му стану Богородского уезда Московской губернии и принадлежала князю Василию Васильевичу Долгорукову, в деревне был 21 двор, крестьян 72 души мужского пола и 85 душ женского.
По данным на 1890 год — деревня Ямкинской волости 3-го стана Богородского уезда.
В 1913 году — 58 дворов.
По материалам Всесоюзной переписи населения 1926 года — центр Пятковского сельсовета Пригородной волости Богородского уезда в 12,8 км от Владимирского шоссе и 16 км от станции Богородск Нижегородской железной дороги, проживало 264 жителя (116 мужчин, 148 женщин), насчитывалось 63 крестьянских хозяйства, было организовано мелиоративное товарищество.
С 1929 года — населённый пункт Московской области.
Административно-территориальная принадлежность
1929—1930 гг. — деревня Пашуковского сельсовета Богородского района.
1930—1959, 1962—1963, 1965—1977 гг. — деревня Пашуковского сельсовета Ногинского района.
1959—1962 гг. — деревня Балобановского сельсовета Ногинского района.
1963—1965 гг. — деревня Пашуковского сельсовета Орехово-Зуевского укрупнённого сельского района.
1977—1994 гг. — административный центр Пашуковского сельсовета Ногинского района.
1994—2006 гг. — административный центр Пашуковского сельского округа Ногинского района.
С 2006 года — деревня сельского поселения Ямкинское Ногинского муниципального района.